# Nord Pool AS
Nord Pool AS ist eine paneuropäische Strombörse. Nord Pool hat seinen Hauptsitz in Oslo und weitere Büros in Stockholm, Helsinki, Tallinn, London und Berlin. Das Unternehmen befindet sich im Besitz des europäischen Börsenbetreibers Euronext sowie der ÜNB Holding, die die Übertragungsnetzbetreiber der nordischen und baltischen Länder vertritt (ÜNBs: Fingrid, Energinet, Statnett, Svenska Kraftnät und Litgrid). Nord Pool hat zwei Tochtergesellschaften, Nord Pool AB und Nord Pool Finland Oy.

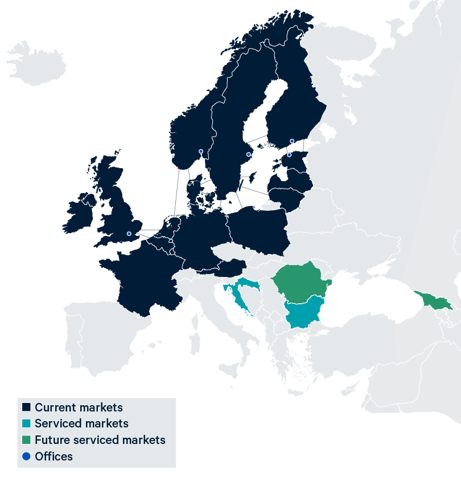
Nord Pool’s Markets

## Geschichte

### 1932–1991: Norwegische Wurzeln
Nord Pool geht auf die Foreningen Samkjøringen (wörtlich: Koordinationsverband) zurück, eine Strombörse, die 1932 auf Initiative von Augustin Paus von ostnorwegischen Elektrizitätsunternehmen gegründet wurde und bald alle Elektrizitätsunternehmen in Ostnorwegen umfasste. 1971 schloss sich die Börse mit den regionalen Börsen in anderen Teilen Norwegens zusammen und wurde zur Samkjøringen av kraftverkene i Norge (wörtlich: Koordination der Kraftwerke in Norwegen), der 1988 118 Stromunternehmen angehörten.

### 1991–2000: Nordische Deregulierung und Integration
1991 beschloss das norwegische Parlament, den Markt für den Stromhandel zu deregulieren. Im Jahr 1993 wurde Statnett Marked AS als unabhängiges Unternehmen gegründet. Im Jahr 1996 wurde auch der schwedische Strommarkt liberalisiert. Statnett Marked AS wurde anschließend durch die Nord Pool ASA ersetzt, die zu gleichen Teilen den schwedischen und norwegischen Übertragungsnetzbetreibern (TSO), Svenska Kraftnät und Statnett, gehört. Dies trug zur Vereinheitlichung der Strommärkte der beiden Länder bei.
Finnland sowie West- und Ostdänemark traten Nord Pool ASA 1998, 1999 bzw. 2000 bei.

### Seit 2000: Expansion in Europa
- Im Jahr 2000 beteiligte sich Nord Pool ASA an der Gründung der Leipziger Strombörse LPX (heute Teil der European Energy Exchange). Nord Pool lieferte seine Technologie auch an die französische Börse Powernext.
- Am 27. Dezember 2001 wurden die Spotmarktaktivitäten der Nord Pool ASA (Derivate und physische Energiemärkte) in ein neues Unternehmen, die Nord Pool Spot AS, ausgegliedert. Die verbleibenden Teile von Nord Pool ASA wurden später von Nasdaq übernommen und sind heute unter dem Namen Nasdaq Commodities bekannt.
- Im Jahr 2005 begann die Nord Pool Spot AS mit dem Handel und Clearing von EU-Emissionszertifikaten und war damit die erste Börse, die ihre Aktivitäten auf diesen Bereich ausdehnte. Mit der Eröffnung der KONTEK-Gebotszone weitete das Unternehmen seine Aktivitäten auf Deutschland aus.
- Am 12. Januar 2010 startete die Nord Pool Spot AS in Zusammenarbeit mit Nasdaq Commodities den Strommarkt N2EX im Vereinigten Königreich.
- Am 2. Februar 2010 unterzeichnete Nord Pool Spot eine Vereinbarung mit der estnischen Netzgesellschaft Elering, um ab dem 1. April 2010 die Gebotszone Nord Pool Spot Estlink einzurichten.[1] Nord Pool Spot lieferte auch die technische Lösung für den litauischen Marktplatz Baltpool. Am 9. Juni 2010 vereinbarten APX-ENDEX, Belpex und Nord Pool Spot die Schaffung eines grenzüberschreitenden Intraday-Strommarktes auf der Grundlage der Elbas-Technologie von Nord Pool Spot. Der gemeinsame Intraday-Markt umfasste damit die nordischen Länder, die baltischen Länder, Deutschland, die Niederlande und Belgien.[2]
- Im Jahr 2012 eröffnete Nord Pool Spot eine Gebotszone in Litauen. 2013 wurde der lettische Markt eröffnet.
- Am 20. Januar 2016 wurde die Nord Pool Spot AS in Nord Pool AS umbenannt.[3]
- Am 27. August 2019 nahm Nord Pool den Handel in Frankreich, Deutschland, Luxemburg, Belgien, Österreich und den Niederlanden auf. Dies ist das Ergebnis einer Entscheidung der Europäischen Union, die es mehreren Strombörsen erlaubt, auf denselben Märkten tätig zu sein, um den Wettbewerb zu erhöhen.[4]
- Am 5. Dezember 2019 gab Euronext bekannt, dass es 66 % von Nord Pool übernehmen wird. Die Übernahme wurde am 15. Januar 2020 abgeschlossen.[5]
- Im Jahr 2021 führt Nord Pool den Day-Ahead-Handel in Polen ein.
- 2022 wird eine neue Handelsmöglichkeit für stündliche Zertifikate für erneuerbare Energien in Großbritannien eingeführt.